# عصب سنخي علوي أمامي
العصب السنخي العلوي الأمامي (بالإنجليزية: Anterior superior alveolar nerve)‏ هو عصب يتَفرعُ من العصب تحت الحجاج."IX. Neurology. 5e. The Trigeminal Nerve. Gray, Henry. 1918. Anatomy of the Human Body". مؤرشف من الأصل في 2019-07-27. اطلع عليه بتاريخ 2015-05-05.